# Борислав Киряков
Борислав Киряков е български състезател по ски алпийски дисциплини, 16-кратен шампион на страната и участник на зимните олимпийски игри в Сараево през 1984 г.

## Биография
Роден е на 30 март 1963 година. 
Завършва средно спортно училище „Васил Левски“ в Чепеларе и ВИФ със специалност „Ски алпийски дисциплини“. Става балкански шампион по ски алпийски дисциплини през 1980 г. 16-кратен шампион на България в алпийски дисциплини.
Участва в две от трите алпийски дисциплини – гигантски слалом и слалом на зимните олимпийски игри, провели се в Сараево през 1984 г. 
Резултати от Сараево 1984
гигантски слалом – не завършва
слалом – 15-и от 101 участници